# Cuarta Batalla de Kawanakajima
La Cuarta Batalla de Kawanakajima (川中島の戦い Kawanakajima no tatakai) formó parte de una serie de conflictos bélicos durante el período Sengoku de la historia de Japón entre las fuerzas de los legendarios rivales Takeda Shingen y Uesugi Kenshin. Esta batalla de 1561 fue la de mayor importancia de esta serie conocida como las Batallas de Kawanakajima.

## La Batalla
La Cuarta Batalla de Kawanakajima dejó grandes bajas en ambos bandos, en porcentaje, fue la que más decesos dejó durante todo el período Sengoku, además de que es una de las batallas donde las tácticas desarrolladas son las más interesantes de analizar de todo el periodo.
En septiembre de 1561, Uesugi Kenshin dejó el castillo Kasugayama con un ejército de 13,000 hombres, con la determinación de terminar con Takeda Shingen. Kenshin dejó algunos elementos en Zenko-ji y dirigió a su ejército principal y tomó posiciones en Saijoyama, una montaña al oeste y por encima del castillo Kaizu de Shingen, el cual sólo se encontraba custodiado por 150 samuráis. El general al mando del castillo, Kōsaka Masanobu, ideó un sistema de señales de humo con lo que informó a Shingen, quien se encontraba en el castillo Tsutsugasaki a 130 kilómetros de distancia, de los movimientos de Kenshin.
Shingen salió de Kōfu con 16,000 elementos y se le unieron 4,000 más en su recorrido a través de la Provincia de Shinano, acercándose a Kawanakajima por la rivera oeste de Chikumagawa, manteniendo el río entre él y Saijoyama. Ningún ejército atacó, sabiendo que la victoria requeriría del “elemento sorpresa”, e incluso se le permitió a Shingen que entrara a su fortaleza en Kaizu junto con su gun-bugyō (comisionado de armas), Yamamoto Kansuke.
Kōsaka Masanobu salió del castillo con 8,000 hombres, avanzando a través de Saigoyama de noche con la intención de dirigir al ejército de Kenshin hasta la llanura donde Takeda Shingen esperaba con otros 8,000 hombres en una formación kakuyoku o “alas de grulla”. Ya sea por el informe de espías en Kaizu o exploradores en Saijoyama, Kenshin se enteró de las intenciones y dirigió su ejército hacia la llanura. En lugar de huir del ataque de Kōsaka al amanecer, el ejército de Kenshin se movió sigilosamente utilizando pedazos de algodón para aminorar el ruido de las pisadas de los caballos, descendiendo de la montaña. Al comienzo del amanecer, los hombres de Shingen se encontraron con el ejército de Kenshin listo para atacar y no en huida como ellos habían anticipado. 
Las fuerzas de Kenshin atacaron por oleadas en una formación Kuruma Gakari, en la que cada elemento del frente de batalla es reemplazado cuando está cansado o herido. Dirigiendo la avanzada de Kenshin estaba uno de sus “Veintiocho Generales”, Kakizaki Kageie. La unidad montada de Kageie atacó la unidad de Takeda Nobushige, donde este último perdió la vida. Mientras que la formación Kakuyoku aguantó sorpresivamente bien, los comandantes del clan Takeda fueron cayendo uno a uno. Viendo que su plan de “pinzas” había fallado, Yamamoto Kansuke arremetió contra el ejército principal de Kenshin, herido en este encuentro se retiró a una colina cercana y cometió seppuku.
En medio de la batalla Uesugi Kenshin logró llegar hasta el puesto de comando principal del mismo Takeda shingen dando lugar a uno de los combates más famosos de la historia de Japón. Kenshin logró introducirse hasta donde se encontraba Shingen y trató de asestarle varios golpes de espada, Shingen no se encontraba preparado para el duelo por lo que sólo pudo repeler los ataques con su tessen, su abanico de guerra de hierro. Afortunadamente para Shingen uno de sus sirvientes logró herir el caballo de Kenshin con una lanza obligándolo a retirarse.
El ejército principal de Takeda aguantó los embates de Kenshin. Obu Saburohei repelió los ataques de los samuráis de Kageie. Anayama Nobukumi destruyó a Shibata de Echigo y obligó a que las fuerzas principales de Kenshin retrocedieran hasta Chikumigawa.
Mientras tanto, las fuerzas de Kōsaka Masanobu llegaron a lo alto del Saijoyama y no encontraron a las fuerzas de Kenshin, por lo que se apresuraron a bajar de la montaña. Después de una desesperada lucha, pudieron atravesar las líneas defendidas por 3,000 soldados comandados por Amakazu Kagemochi para llegar al auxilio de las fuerzas principales de Takeda. Muchos de los principales comandantes de Shingen, llamados sus “Veinticuatro Generales”, incluyendo a su hermano Takeda Nobushige y a su tío abuelo Murozumi Torasada fueron muertos en el campo de batalla.
Al final, el ejército del clan Uesugi sufrió el 72% de bajas, mientras que el de Takeda un 62%. Las crónicas de esta batalla parecen indicar que Shingen no realizó ningún esfuerzo para detener a Kenshin durante su retirada después de la batalla, quemando el campamento de Saijoyama desde el cual regresaron a Zenko-ji y más tarde a la Provincia de Echigo.